# 清水一
清水 一（しみず はじめ、1902年3月13日 - 1972年3月17日）は、日本の建築家。
総合建設会社の設計部要職にあって、和風様式や伝統技術に精通した建築家として輻広い交友を築いた。また、職人仕事や日本の住まいに関する一般向けの軽妙な随筆に健筆をふるった。

## 略歴
東京府出身。1926年、東京帝国大学工学部を卒業し、大倉土木（現・大成建設）に入社。1963年まで設計に従事し、ホテルオークラやホテルニューオータニなどを手がけた。ほか建築作品に大倉集古舘 (1938)、サンフランシスコ博覧会日本館 (1939) など。
1950年、大成建設取締役建築技師長。1953年取締役、1959年常務取締役、1963年退任、顧問。1952年、中央建築士審議会委員。1965年、日本大学生産工学部教授。
1968年設計事務所を開く。俳句を富安風生に学び、随筆家として56年『すまいの四季』で日本エッセイストクラブ賞受賞。随筆その他の単行本は数多いが、句史としては「匙」がある。

## 著書
- 住みよい家の建て方 大泉書店 1954 (入門百科叢書)
- 人の子にねぐらあり すまひ読本 文芸春秋新社 1954
- すまい 三十書房 1956 (少年少女科学の研究室)
- すまいの四季 暮しの手帖社 1956
- 窓のうちそと ダヴィッド社 1957
- 住宅の健康法 中央公論社 1958
- 家のある風景 暮しの手帖社 1960
- 日本建築と工匠たち 対談集 世界書院 1963
- 新住居入門 人間を生かすための設計 講談社 1963 (ブルー・バックス)
- すまい今昔 井上書院 1965
- 清水一随筆集 その1-3 井上書院 1967-69
- すまいと風土 井上書店 1970
- 私の建築事典 井上書院 1972
- 建築学入門 日本建築文化事業会 1974
- 私の建築辞典 井上書院 1975

## 共編著
- 建築実用便覧 小野薫共著 共立出版 1950
- 建築インデックス 昭和26・27年版 小野薫共編 井上書院 1954
- 京の民家 柴田実共著 淡交新社 1962
- 建築工学便覧 改訂版 コロナ社 1967 9版

## 参考
- 日本人名大事典
- 泉真也「デザイン人国記東京6」『室内』1967.6月号
- 加倉井昭夫「清水ー氏を悼む」『新建築』1972.5月号
- 「本会正会員清水ー先生ご逝去」『建築雑誌』1972.5月号